# Александер Фридрих Кристоф фон дер Шуленбург
Александер Фридрих Кристоф фон дер Шуленбург (на немски: Alexander Friedrich Christoph von der Schulenburg) е от 1753 г. граф на Шуленбург в Алтмарк до Залцведел в Саксония-Анхалт, императорски полковник на кавалерията, издигнат от пруския крал Фридрих II на граф.

## Биография
Роден е на 5 август 1720 година в дворец Шрике в Цилиц. Той е най-малкият син на хауптмана на Ангерн, Хайнрих Хартвиг фон дер Шуленбург (1677 – 1734) и Катарина София фон Тресцков от род Шлагентин (1688 – 1742). Брат е на Ханс Хартвиг II фон дер Шуленбург (1705 – 1754), Левин Фридрих III фон дер Шуленбург (1708 – 1739) и Кристоф Даниел II фон дер Шуленбург (1711 – 1776). Само той е издигнат на граф.
Александер Фридрих Кристоф фон дер Шуленбург отива на императорска служба и през 1753 г. става ритмайстер. Като такъв е издигнат на граф. През 1758 г. е майор и следващата година полковник на кавалерията във войската на императора.
Александер Фридрих Кристоф фон дер Шуленбург умира на 81 години на 13 септември 1801 г. в Ангерн и е погребан там.

## Фамилия
Александер Фридрих Кристоф фон дер Шуленбург се жени на 4 септември 1764 г. за Луиза Елеонора фон Бисмарк (* 20 юли 1743; † 31 януари 1803, Берлин), дъщеря на Левин-Фридрих фон Бисмарк (1703 – 1774) и София Амалия фон дер Шуленбург (1717 – 1782), дъщеря на Ахац фон дер Шуленбург (1669 – 1731) и София Магдалена фон Мюнххаузен (1688 – 1763). Те имат децата:
- Фридрих Кристоф Даниел фон дер Шуленбург (* 10 февруари 1769, Ангерн; † 16 май 1821, Магдебург), юрист, пруски президент на Магдебуерг (1816/18 – 1821), женен I. на 27 февруари 1803 г. за Хенриета Кристиана Шарлота фон Рот (* 1778; † 9 април 1811), II. 1812 г. за Августа Луиза Адолфина фон Крам (* 13 юли 1793)
- Александер Хайнрих Хартвиг фон дер Шуленбург (* 3 юли 1770, Ангерн; † 13 юни 1844, Ленцервише), женен на 6 септември 1802 г. в Рющет за Шарлота Кристиана София фон Ягов (* 22 февруари 1782; † 29 юли 1836)
- Йозеф Фердинанд Адолф Ахац фон дер Шуленбург (* 1 юни 1776, Ангерн; † 5 ноември 1831, Берлин), пруски генерал-лейтенант, женен на 3 ноември 1809 г. за Хенриета Ернестина Луиза фон Шьонинг (* 24 декември 1795; † 9 декември 1867)
- Албертина Елеонора Юлиана Теофила фон дер Шуленбург (* 16 февруари 1778, Магденбург; † 30 октомври 1838, Бад Мускау), омъжена I. на 21 април 1797 г. в Ангерн (развод 1803) за граф Кристиан Фридрих фон Кастел-Рюденхаузен (* 21 април 1772, Ремлинген; † 28 март 1850, Рюденхаузен); II. на 28 август 1806 г. за Леополд фон Цитен († декември 1812, Вилна); III. на 1 февруари 1817 г. в Дрезден за Ернст фон Титцен-Хенинг (1785 – 1854)
- Шарлота Каролина Доротея Улрика фон дер Шуленбург (* 26 март 1782)